# Neophyllaphis fransseni
Neophyllaphis fransseni är en insektsart. Neophyllaphis fransseni ingår i släktet Neophyllaphis och familjen långrörsbladlöss. Inga underarter finns listade i Catalogue of Life.